# External Bus Interface
External Bus Interface (EBI) は、フラッシュメモリなどの小型周辺機器をCPUに接続するためのバスである。CPU内部バスを拡張して、外部メモリやその他の周辺機器との接続を可能にするために使用される。EBIは、2つの異なるメモリコントローラに接続されているメモリデバイスを制御するI/Oピンを共有するために使用することができる。EBIを使用することで、必要なシステムピンの数が減り、システムコストを下げることができる。EBIのメーカーには、バルコ、フリースケール・セミコンダクタ、マイクロチップ・テクノロジー、Atmel、シリコン・ラボラトリーズなどがある。